# Les Costes (Bóixols)

Les Costes, respecte del terme d'Abella de la Conca

Les Costes són unes costes de muntanya del terme municipal d'Abella de la Conca, al Pallars Jussà, en territori de Bóixols.
Estan situades al sud-est del poble de Bóixols i al nord-est de Cal Plomall, a ponent de Cal Valldoriola, a la dreta de la Rasa de Bóixols. A l'extrem sud-occidental de les Costes es troben els Camps de Cal Plomall. Constitueixen la vora de llevant del Rialb.

## Etimologia
En aquest cas, es tracta del nom comú genèric wikt:costa, expressat en plural, esdevingut topònim, de manera que esdevé específic.